# توماس هارلان
توماس هارلان (انگلیسی: Thomas Harlan; ۱۹ فوریهٔ ۱۹۲۹ – ۱۶ اکتبر ۲۰۱۰) کارگردان فیلم، و نویسنده اهل آلمان بود. او در سال ۱۹۴۷ تحصیل در رشته فلسفه را در دانشگاه توبینگن آغاز کرد جایی که با میشل تورنیه آشنا شد.